# Karczewo (powiat tucholski)
Karczewo – osada w Polsce, położona w województwie kujawsko-pomorskim, w powiecie tucholskim, w gminie Gostycyn, nad rzeką Kamionką. Znajduje się tu stary młyn wodny z XIX w. oraz dwór, parterowy z szerokimi facjatkami i zadaszonym gankiem, bielony, zbudowany na początku XX w. Przez osadę prowadzi turystyczny szlak  Kasztelański.
W latach 1975–1998 miejscowość administracyjnie należała do województwa bydgoskiego.
Zobacz też: Karczewo, Karczew